# Puerto Mado
Puerto Mado es una localidad argentina ubicada en el departamento Eldorado de la Provincia de Misiones. Depende administrativamente del municipio de Colonia Delicia, de cuyo centro urbano dista unos 3 km. Se encuentra en la margen izquierda del río Paraná.
Puerto Mado nació en 1930 con la instalación de Madereras Argentinas Delicia Obrajes, abreviado Mado SRL, la cual luego cambiaría su nombre a María Magdalena S.A. Mado era la cabecera del municipio hasta que en 1980 se resolvió el traslado del edificio a un sector más cercano a la Ruta Nacional 12, a partir de allí el desarrollo se trasladó mayoritariamente a este nuevo poblado, aunque una parte permaneció en Puerto Mado; también existe una tendencia a unir ediliciamente ambas localidades.

## Vías de comunicación
Su principal vía de acceso es un camino que la vincula al este con María Magdalena y la Ruta Nacional 12. A través de esta llega a Eldorado al sur y hasta Puerto Iguazú al norte.
Cuenta con un destacamento de la Prefectura Naval Argentina.